# Кампањола (Падова)
Кампањола (итал. Campagnola) је насеље у Италији у округу Падова, региону Венето.
Према процени из 2011. у насељу је живело 2489 становника. Насеље се налази на надморској висини од 5 м.